# Speculaas
Speculaas, in België – hoewel niet hetzelfde – ook speculoos genoemd, is een met koekkruiden gebakken koeksoort. Speculaas is meestal plat in de vorm van een voorstelling en is vooral omstreeks het sinterklaasfeest en tijdens de adventstijd populair. De oudste bronnen betreffende speculaas spreken ook van bruiloften en kermis. De laatste decennia is het echter normaal geworden het hele jaar door speculaas te eten, vooral bij de koffie of thee, of bij ijs. Speculaas wordt voornamelijk in België en Nederland gemaakt en gegeten, alsook in het Duitse Westfalen en het Rijnland, Luxemburg en Noord-Frankrijk.

## Etymologie en herkomst

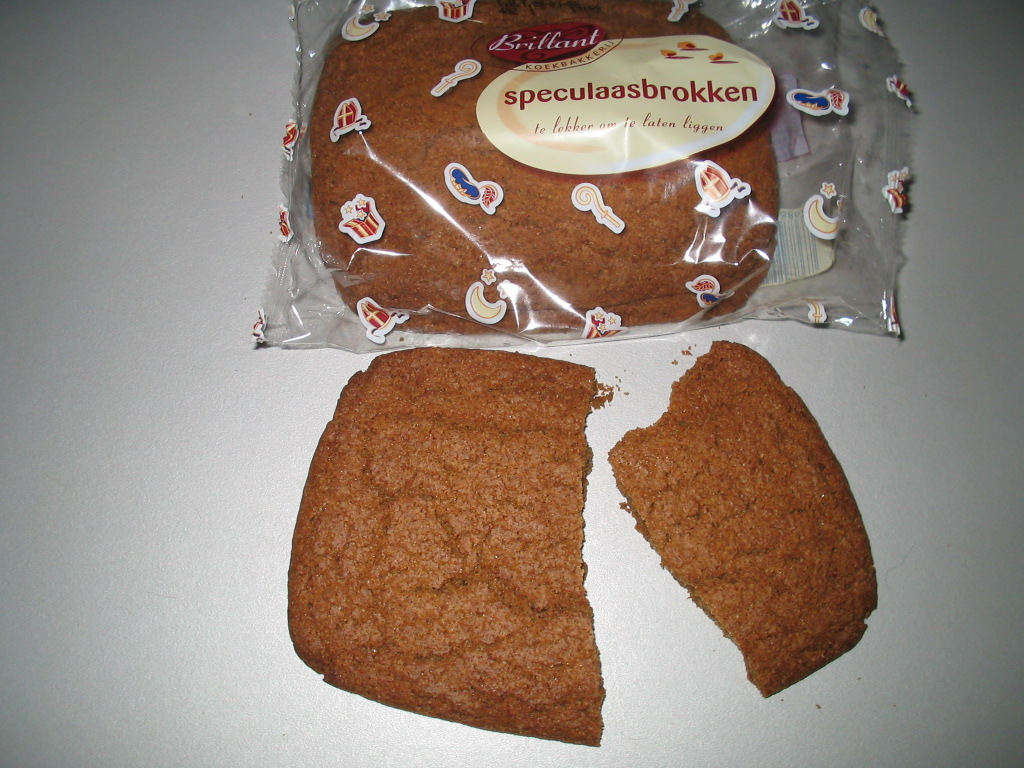
Speculaasbrokken

Er zijn meerdere verklaringen voor het woord speculaas:
- De meest voorkomende verklaring is de verwijzing naar de speculaaskruiden (specerijen), soms ook wel sinterklaaskruiden genoemd. Speculaas zou volgens deze theorie een samentrekking zijn van specerijen en Sinterklaas = specu-laas.
- Het Latijnse woord speculator ('hij die alles ziet') als equivalent van het Oudgriekse epískopos (= bisschop); wat tevens de bijnaam is van Sint-Nicolaas hoewel dit erg ver gezocht is. De verbinding van de heilige Nicolaas met het sinterklaasfeest beperkt zich alleen maar tot het geven van geschenken conform de legende om de heilige.
- Het Latijnse woord speculum (spiegel), omdat een speculaaspop het spiegelbeeld is van de afbeelding op de koekplank (= 'prent') waarmee het gevormd wordt (dit is de meest aangenomen verklaring). De speculaaspop was een middel om aan te zeggen dat men een vrouw als potentiële bruid zag. Dat is de oorspronkelijke betekenis die ook in het Duitse "Lebkuchen" liefdeskoek of levenskoek tot uitdrukking komt en die vaak in een hartvorm in de advent gegeven werd; De figuren op de speculaaspop zoals de levensboom, het paartje en de man die een boom plant zijn duidelijke verwijzingen naar dit gebruik.
- In ouder Nederlands betekende speculatie "overdenking" of "vermoeden". De koek werd daarom (mogelijk schertsend) speculatie genoemd omdat het oorspronkelijk patisserie voor fijnproevers was. Speculatie in de betekenis "veronderstellen" of "bedenken" kan impliceren dat de koeksoort een soort "fantasiegoed" zou zijn.
- Het woord 'spek' betekent snoep en omdat de koek gebakken werd in de vorm van 'klaas' werd het snel spekkenklaas.[1]

## Kenmerken
Speculaas is gemaakt van deeg dat weinig rijst. Het bevat alleen bakpoeder als rijsmiddel, waardoor het een vaste structuur heeft. Speculaas wordt gemaakt door vetstof (boter of margarine) te mengen met cassonade (of basterdsuiker) en speculaaskruiden, en dit dan te mengen met de bloem (traditioneel vaak met een aandeel roggemeel) en het bakpoeder, met eventueel een mespunt zout. Bij het maken van het deeg is het belangrijk om de temperatuur van het deeg niet te snel te laten stijgen. Dit deeg wordt liefst een nacht in een koude omgeving gezet zodat de smaak van de kruiden het deeg goed kan doordringen, waarna het in vormen gebakken wordt in een warme oven.
Kenmerkend voor Nederlandse speculaas zijn – behalve de bruine suiker (liefst bruine rietsuiker) – de speculaaskruiden die bestaan uit een mengsel van kaneel, nootmuskaat, kruidnagel, gemberpoeder, kardemom en witte peper. Verschillende variaties zijn echter mogelijk met bijvoorbeeld anijs, korianderzaad en foelie. Amandelschaafsel kan ter garnering worden toegevoegd.
De meeste speculaasproducten zijn gemaakt van bloem (origineel: roggemeel), bruine suiker (origineel: minder ver geraffineerde rietsuiker), boter en speculaaskruiden. Soms wordt ook wel sukade, amandel- en/of oranjesnippers door het deeg gekneed, zowel voor harde als voor zachte speculaas.

## Speculaas in België

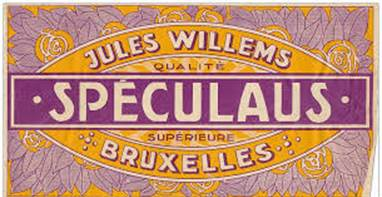
De 19e-eeuwse Vlaamse naam voor speculaas, speculaus, verwerd in de 20e eeuw in Brussel tot het belgicisme 'speculoos'

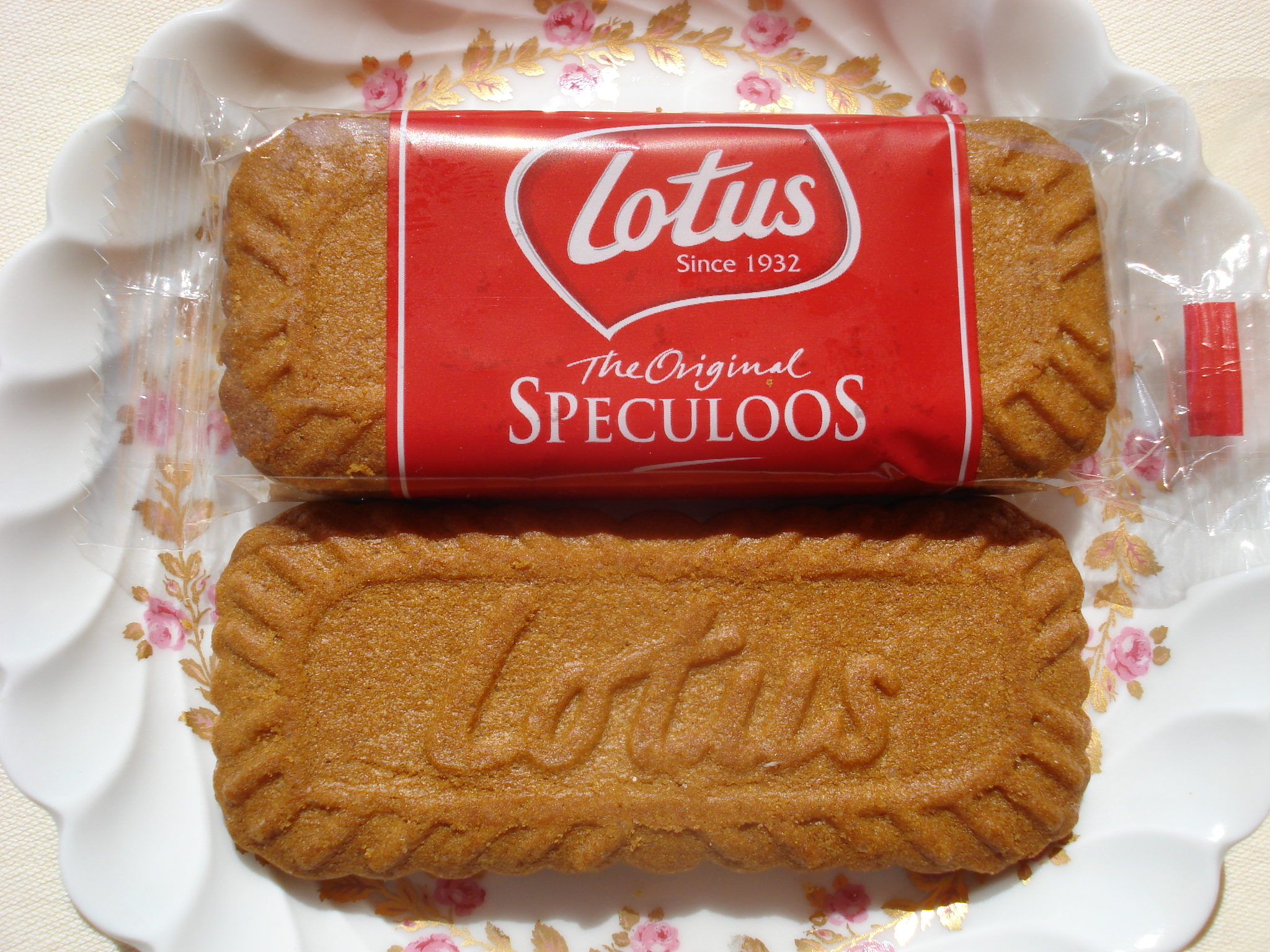
Massageproduceerde Lotus speculoos

Sommige, met name Belgische grootfabrikanten gebruiken traditioneel geen speculaaskruiden, omdat (tijdens de vroeg 20e eeuw) deze in het zuiden te duur waren voor een commercieel massaproduct. Er wordt meestal kandijsiroop of gebrande suiker gebruikt voor de kleur en dikwijls ook kaneel voor de smaak en geur, maar geen andere specerijen. Deze koek wordt speculoos genoemd.
Hasselt is bekend om de zogenaamde Hasseltse speculaas. Op 13 januari 1870 verwierf de Hasseltse bakker Antoine Deplée een brevet op zijn versie hiervan. Op de echte Hasseltse speculaas kon hij geen patent krijgen omdat die al bestond.
Beide worden momenteel wel zowel in België als in Nederland geprefabriceerd en geconsumeerd.

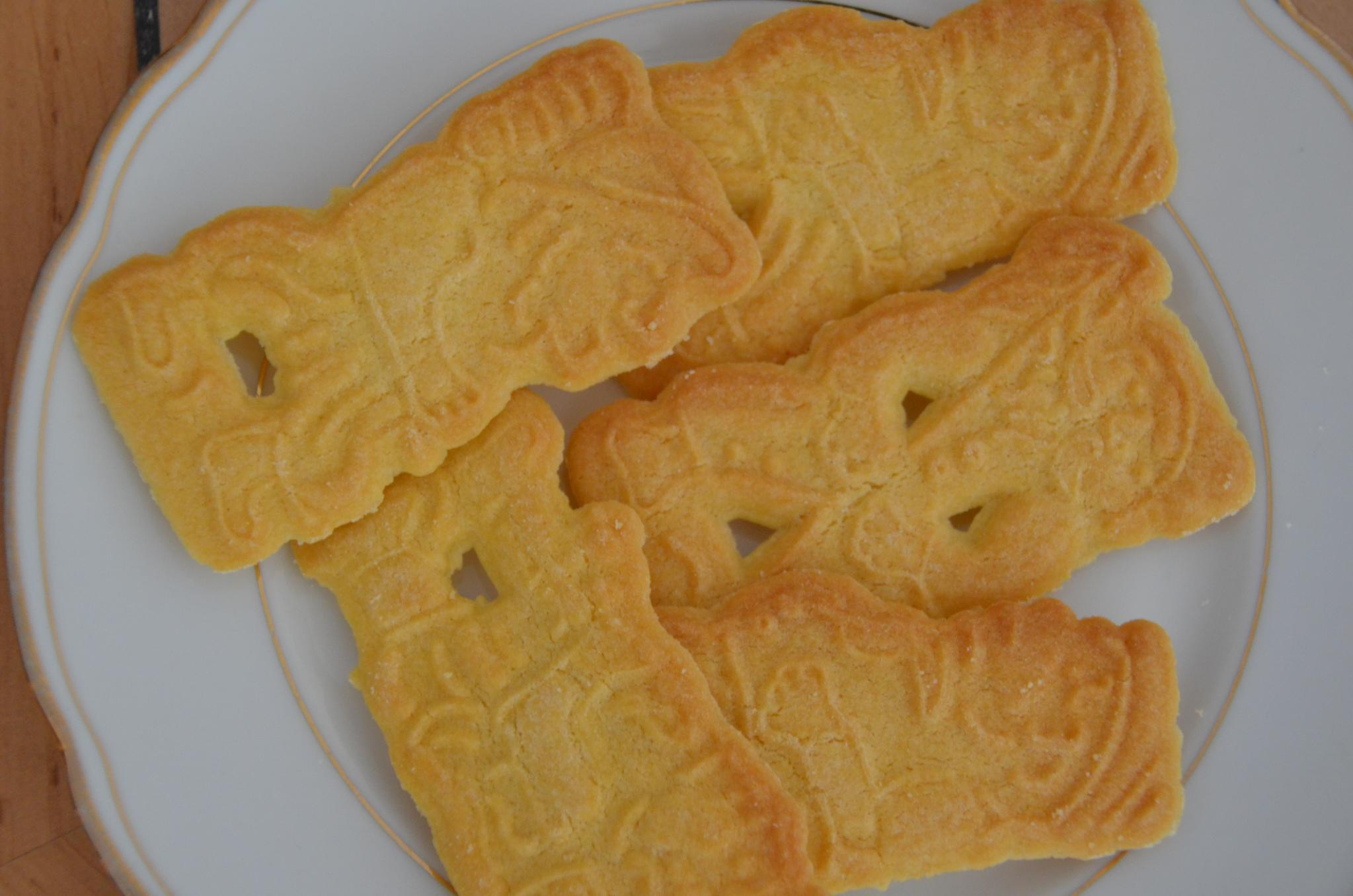
Butterspekulatius uit Duitsland

## Speculaas in Duitsland
In Duitsland wordt speculaas voornamelijk geproduceerd en gegeten in de deelstaten Nedersaksen, Noordrijn-Westfalen en in Noord-Duitsland. Er bestaan meerdere varianten:
- Gewürzspekulatius: vrijwel identiek aan de speculaaskoekjes in Nederland
- Butterspekulatius: licht gekleurde koekjes uit een speculaasvorm, zonder bruine suiker en zonder kruiden
- Mandelspekulatius: meestal grotere koeken uit een speculaasvorm met amandelen

## Galerij

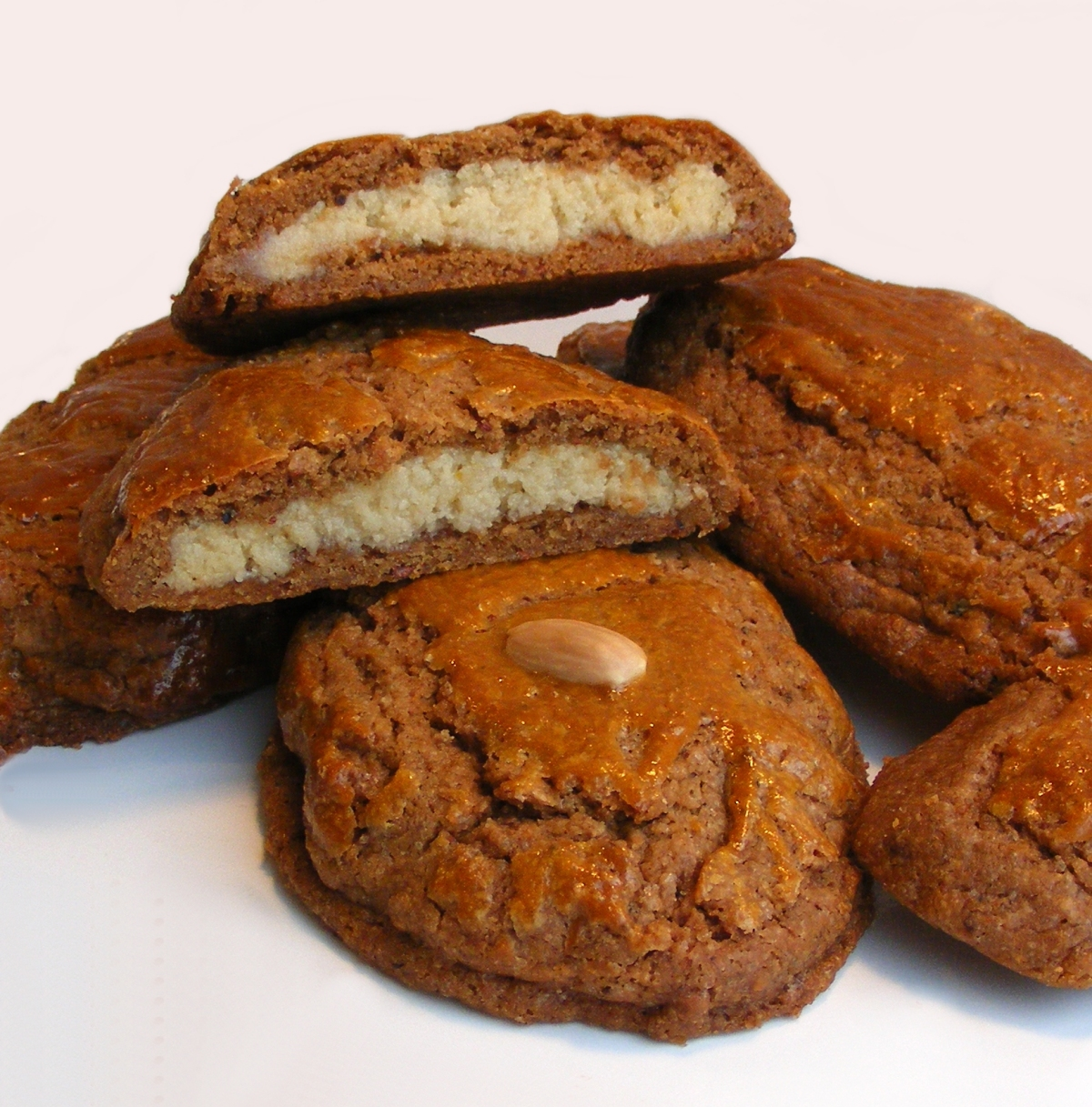
Gevulde speculaas, 2008
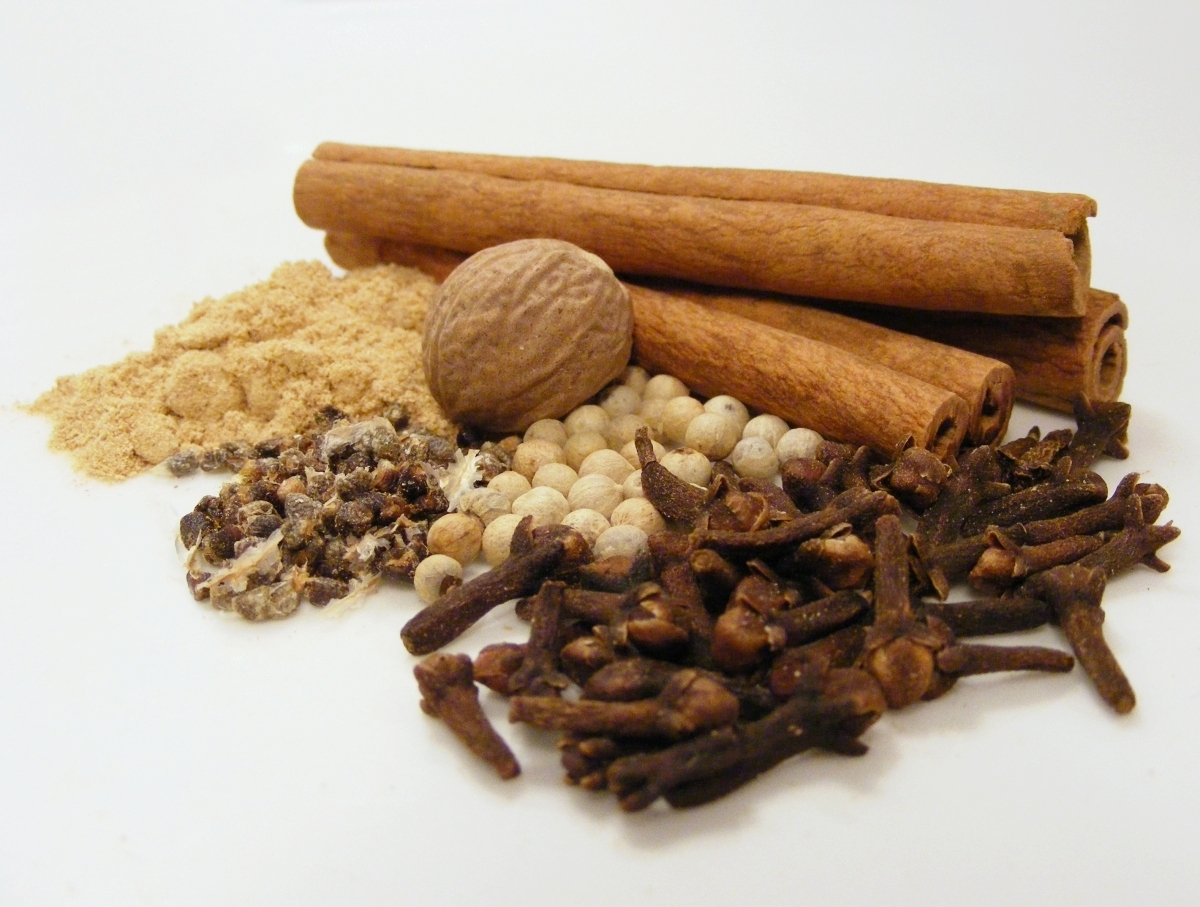
Speculaaskruiden: witte peper, kaneel, gember, kruidnagel, kardemom en nootmuskaat, 2008
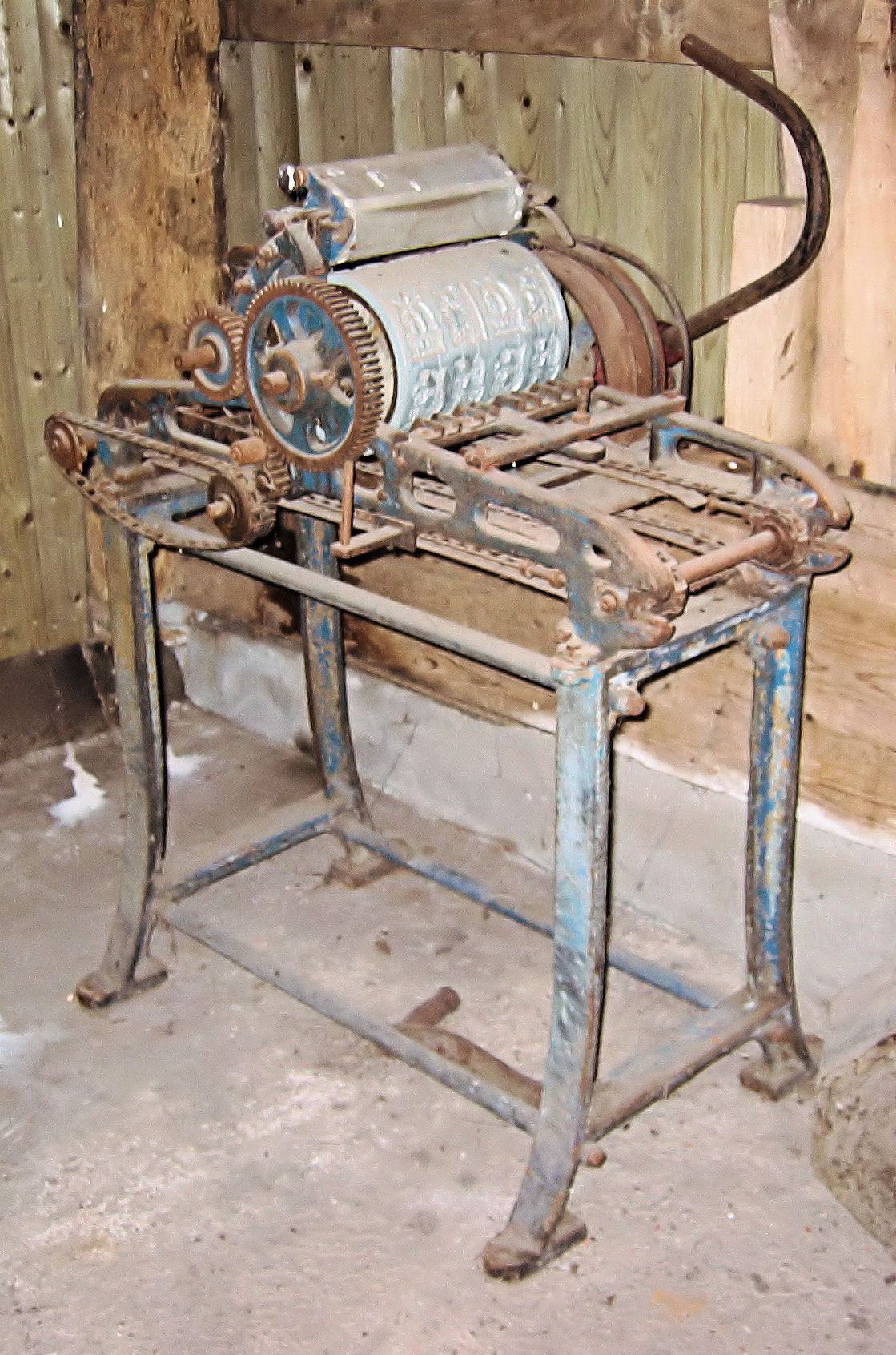
Speculaaspers, 2007
- Machinale productie van speculaas, 1980
Koekplank uit de 18e eeuw voor het maken van een speculaaskoek met een afbeelding van Sinterklaas, Museum Catharijneconvent, Utrecht, 18e eeuw
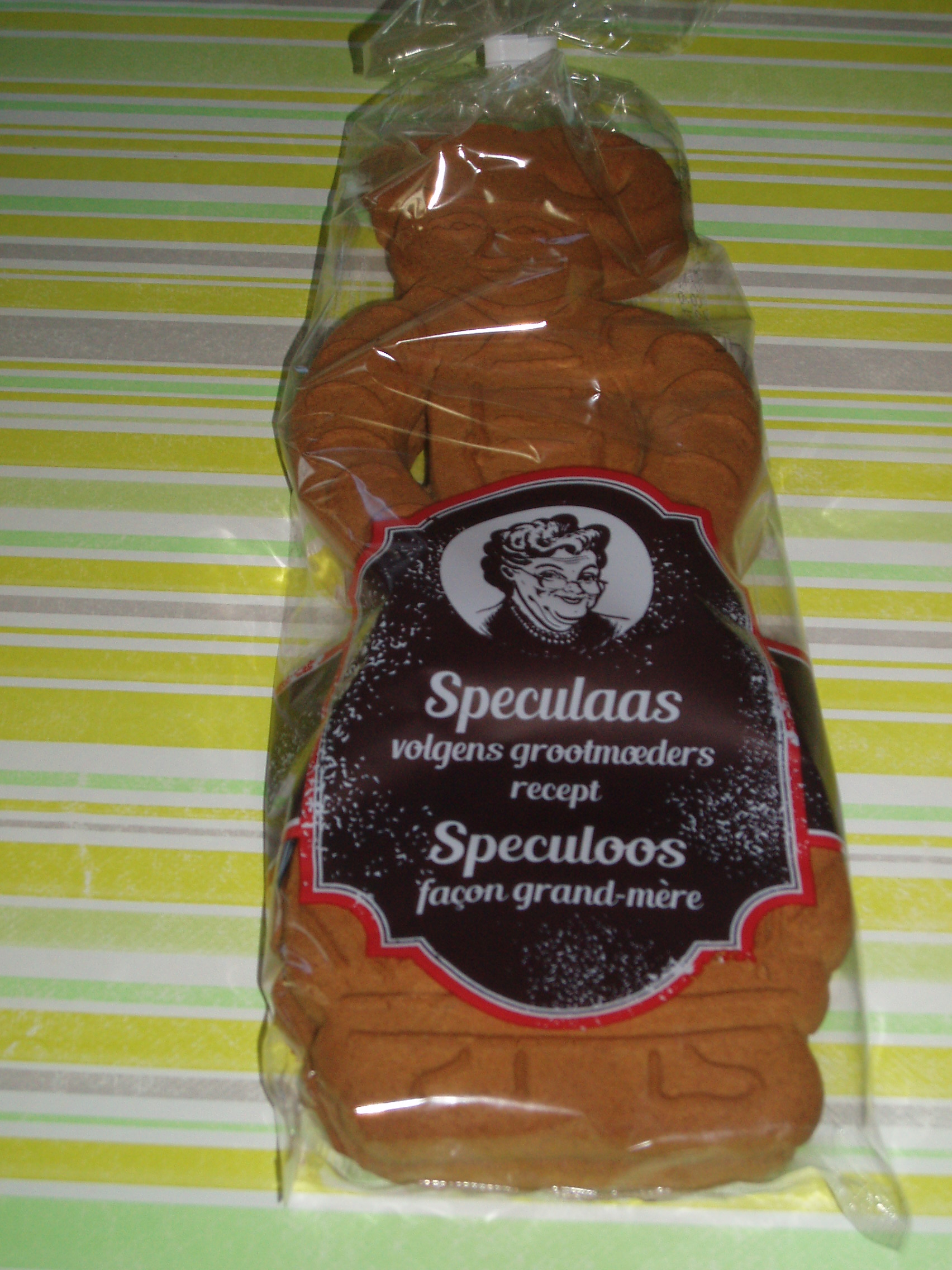
Belgische speculaaspop, 2018
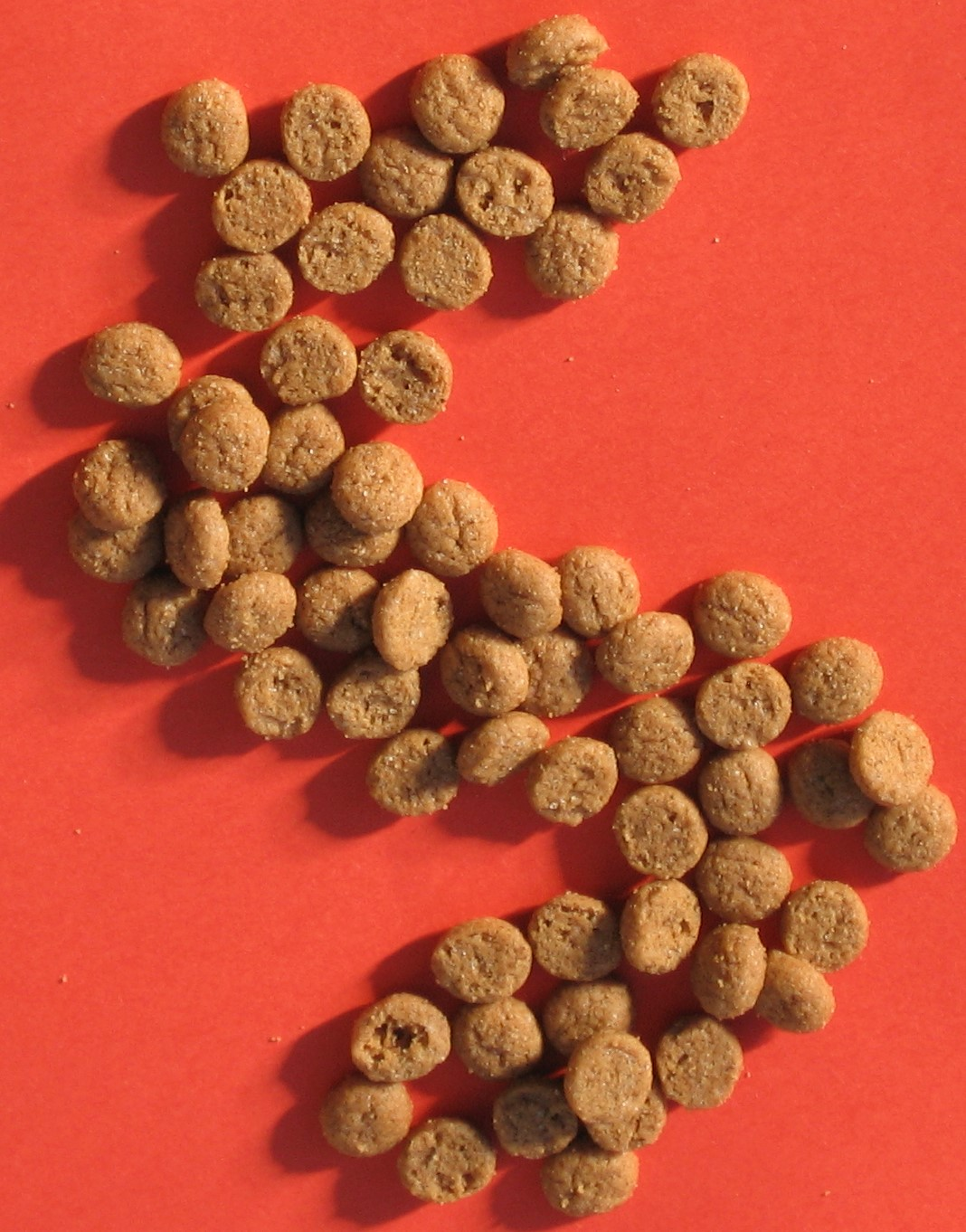
Schuddebuikjes, broodbeleg van speculaaskruidnootjes, 2019
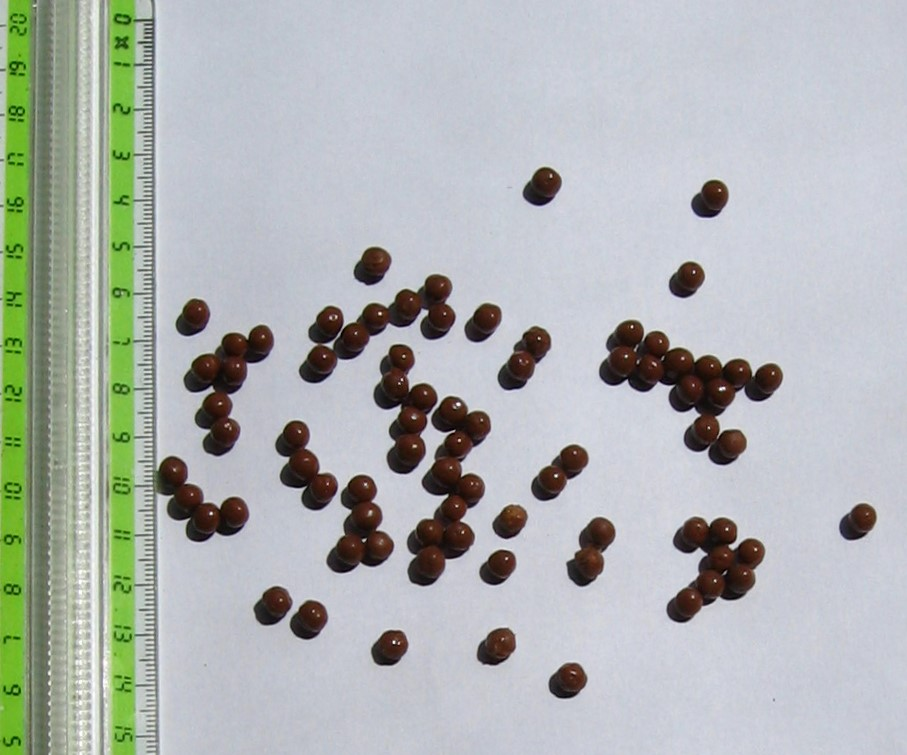
Speculaasbolletjes, onder meer broodbeleg, 2020
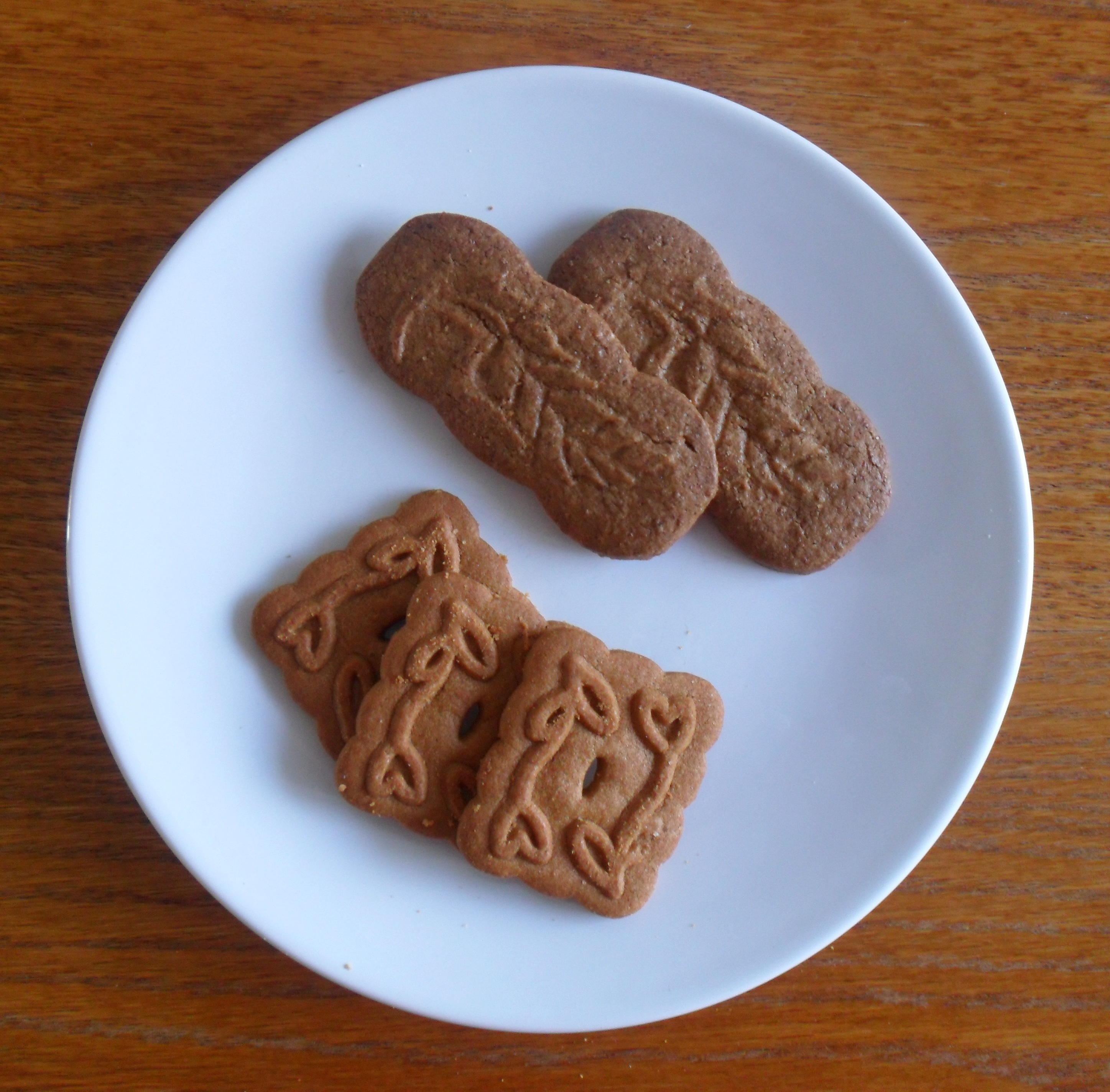
Speculoos, een Belgische variant van speculaas met goedkopere ingrediënten

## Productie
Veel speculaas of speculoos wordt fabrieksmatig geproduceerd in Nederland en België. Bekende producenten zijn Biscuiterie Jules Destrooper (Lo-Reninge), Lotus Bakeries (Lembeke), Vermeiren Princeps (Bornem) en La Confiance (Dendermonde). Alle vier deze producenten gebruiken de term "speculoos". Op kleinere ambachtelijke schaal zijn er in Nederland en België gespecialiseerde bakkerijen.

## Producten met speculaaskruiden
- Speculaas
- Kruidnoten (vaak ten onrechte pepernoten genoemd)
- Speculaaspasta
- Langstraatse Mikkemannen
- Schuddebuikjes, ronde speculaaskoekjes met een doorsnee van 1 cm als broodbeleg